# Aljibe
Aljibe är en bergstopp i Spanien.   Den ligger i provinsen Provincia de Cádiz och regionen Andalusien, i den södra delen av landet, 500 km söder om huvudstaden Madrid. Toppen på Aljibe är 1 053 meter över havet.
Terrängen runt Aljibe är huvudsakligen kuperad. Aljibe är den högsta punkten i trakten. Runt Aljibe är det ganska glesbefolkat, med 21 invånare per kvadratkilometer. Närmaste större samhälle är Alcalá de los Gazules, 12,0 km sydväst om Aljibe. I omgivningarna runt Aljibe växer i huvudsak blandskog.